# Ciencia ficción feminista
La ciencia ficción feminista es un subgénero de la ciencia ficción que se centra en el análisis del papel de la mujer en el mundo, proponiendo a veces utopías o distopías que reflexionan sobre nuevos modelos de sociedad mediante la creación de situaciones ficticias. Se usa este subconjunto dentro del género de la ciencia ficción, que se intercepta con un subconjunto dentro del gran género (incluyendo ensayo, novela, poesía, etc.) del feminismo, para designar a las novelas y relatos de ciencia ficción que reflexionan de uno u otro modo sobre los roles de género o de la mujer.
En este género dentro de la literatura, artes plásticas, escénicas y audiovisuales, se plantean hipótesis sobre cómo la sociedad asigna roles de género, de feminidades y masculinidades, de diferentes economías, feministas o desigualitarias, de qué manera el papel de la mujer influye en su posición y la desigualdad entre el poder personal, social y político con una perspectiva de género.
Dentro del género de las utopías pueden, por ejemplo, aparecer sociedades en las que los hombres y las mujeres han conseguido la igualdad, o mundos dominados por las mujeres, o únicamente habitados por mujeres. Las distopías plantean mundos en los que las diferencias de género están intensificadas, subrayando la necesidad de continuar el trabajo de las feministas. Si bien las sociedades dominadas por las mujeres podrían describir comportamientos hembristas, siempre con intención feminista y de género (como cuando en las distopías se presentan sociedades no deseadas, para hacer pensar sobre la actualidad y sobre futuros no deseados), aunque muchas distopías son precisamente una visión pesimista de un mundo dominado por el machismo.
Según Gary Westfahl:

"La ciencia ficción y la fantasía sirven como vehículos importantes al feminismo, concretamente como puentes entre la teoría y la práctica. Ningún otro género invita tan activamente a crear recreaciones de las metas finales del feminismo: mundos libres de sexismo, mundos en los que las contribuciones de la mujer (a la ciencia) sean reconocidos y valorados, en los que se reconozca la diversidad del deseo y la sexualidad femenina, y mundos que se muevan más allá del género."

## Literatura
Aunque Mary Shelley, con su Frankenstein (publicado en 1818), es frecuentemente considerada como la primera autora moderna de ciencia ficción, es cierto que el número de mujeres escritoras de ciencia ficción durante el siglo XX fue minoritario. El papel de la mujer en la ciencia ficción quedó relegado generalmente al de compañera de los protagonistas masculinos o como una figura eróticamente perversa. Esto puede deberse a la tradición del género pulp en los años 1920-30, en los que se hacía un retrato exagerado de la masculinidad y la visión de las mujeres era fundamentalmente sexista. En los años 60 la ciencia ficción tomó un rumbo distinto, combinando el sensacionalismo existente hasta el momento con una crítica social basada en la especulación tecnológica y la política. Con el auge del feminismo, el cuestionarse los papeles tradicionales de la mujer se convirtió en un juego practicado de este "género subversivo, abierto de miras"
Dos de las primeras obras fueron La mano izquierda de la oscuridad de Ursula K. Le Guin (1969) y El hombre hembra de Joanna Russ (1970). Sirven para poner de manifiesto el carácter socialmente artificial de los roles de género, creando utopías que se deshacen de esta carga ideando sociedades sin género. El cuento de la criada, de Margaret Atwood, o Lengua materna, de Suzette Haden hablan de una fantasía distópica en la que la mujer ha sido despojada de toda libertad, como llamamiento a la necesaria labor del feminismo. Octavia E. Butler plantea complicadas preguntas sobre la naturaleza de la raza y el género en su libro Kindred (1979). Esta forma literaria no está limitada al feminismo occidental. El sueño de la Sultana, retratando una purdah con los géneros invertidos, un mundo futurista y alternativo, fue publicada en 1905 por la bengalí feminista musulmana Roquia Sakhawat Hussain.
La ciencia ficción feminista se usa algunas veces a nivel universitario para hablar del papel de la sociedad en la construcción de los roles de género.
Más frecuentemente el papel de la ciencia ficción feminista es el de plantearse preguntas que nos lleven a examinar las convenciones de instituciones sociales como la maternidad, la femineidad y la estructura de poder del mundo en el que vivimos. 

### Ejemplos en prosa
- Venus más X (1960) de Theodore Sturgeon: Un hombre despierta en un mundo donde los sexos han desaparecido. Sus prejuicios de género chocarán ante una sociedad donde la discriminación ha dejado de existir.
- El hombre hembra (escrita en 1970, publicada en 1975) de Joanna Russ: Historia contada desde el punto de vista de cuatro mujeres de la Tierra, cada una en un universo paralelo. La primera en nuestro propio mundo, a fecha de 1969; una bibliotecaria en un mundo masculino y opresivo que nunca experimentó la Segunda Guerra Mundial y continúa en la gran depresión; una mujer en un mundo donde todos los hombres han desaparecido, y una asesina con un esclavo masculino en un mundo rasgado por una guerra de sexos.
- La Quinta Cosa Sagrada (1993) de Starhawk: En el año 2048, después de un desastre que ha fracturado los Estados Unidos, San Francisco ha evolucionado en la dirección de la ecotopía, mientras que el sur se ha convertido en una nación cristiana fundamentalista con planes de guerra contra San Francisco. Utopía y distopía se contrastan en esta novela, que investiga ecotopía y ecofeminismo en una fantasía casi pagana (en San Francisco las calles se han convertido en jardines y canales, nadie pasa hambre o carece de hogar, y el organismo de defensa de la ciudad consiste básicamente en 9 mujeres de edad avanzada que "escuchan y sueñan").
- La puerta al país de las mujeres (1988]) de Sheri S. Tepper: Después de un desastre nuclear, las mujeres y los niños viven en ciudades amuralladas junto a hombres seleccionados. Fuera de estas ciudades la mayor parte de los hombres viven campamentos de guerra, donde los varones son enviados a vivir con sus padres a la edad de 5 años. Más tarde se les permitirá elegir: permanecer con su padre para convertirse en un guerrero de por vida, o volver al País de las Mujeres donde se convertirá en un servidor. El libro explora también el terreno de la ecotopía.
- Herland de Charlotte Perkins Gilman (1915): El libro describe una sociedad aislada compuesta enteramente por mujeres que se reproducen mediante partenogénesis. El resultado es un mundo utópico libre de enfrentamientos y dominación.
- El cuento de la criada (1985) y Oryx y Crake (2003) de Margaret Atwood: Si bien las englobamos en este género, la autora prefiere denominar sus obras como ficción especulativa (ver historia alterna), porque no introduce ningún elemento en sus historias que no haya sido inventado ya.[9] Ambas obras son distopías con elementos posapocalípticos; la primera explora los roles de sexo de la mujer y las formas de ganar independencia en el contexto de un estado teocrático totalitario; la segunda plantea una sociedad en la que los avances tecnológicos actuales han conducido a nuevos dilemas morales. Se la ha considerado en cierto modo como una secuela de la primera novela en tanto que traslada el desastre nacional de El cuento de la criada a un ámbito global.[10]
- Houston, Houston, ¿me recibe? (1976) de James Tiptree, Jr.: Un grupo de astronautas masculinos viaja unas décadas al futuro para descubrir que una plaga ha acabado con todos los hombres del planeta y las mujeres se reproducen ahora por clonación. Cada integrante de la tripulación se plantea el regreso de los hombres a la Tierra de una forma, para finalmente descubrir que las mujeres viven perfectamente felices sin ellos y que en ningún momento han planeado rescatarlos.
- Gormglaith (2007) de Heidi Wyss: novela de ciencia ficción dura que tiene lugar en un mundo futuro en el que impera el separatismo feminista radical.
- Las Amazonas Poder y Gloria (2008) de Ivan Prado Sejas: Las Amazonas se forman a partir de la destrucción de la Atlántida, y conforman una sociedad matriarcal que perdura por miles de años sobre la Tierra.
- Kindred (1979) y Parábola del sembrador (1993) de Octavia E. Butler
- La mano izquierda de la oscuridad (1969) de Ursula K. LeGuin: explora la naturaleza humana en una sociedad en la que la diferencia de género ha dejado de ser un factor, un mundo habitado por seres andróginos capaces todos ellos de tener descendencia.
- Motherlines y Paseo al fin del mundo de Suzy McKee Charnas
- Lengua nativa (1984), La Rosa Judas (1987), y La canción de la Tierra (1993), de Suzette Haden Elgin
- Oy Pionero! de Marleen S. Barr
- The Shore of Women by Pamela Sargent
- Las poseídas de Stepford de Ira Levin
- Las nieblas de Avalon y la saga "Las Amazonas Libres" de Darkover de Marion Zimmer Bradley
- "Sultana's Dream" de Begum Rokeya Hussain
- The Ship Who Searched de Mercedes Lackey
- Saga Parxistiana de David Urbano
- Kepler 22B: un planeta, dos mundos (2017) de A. M. Vozmediano, en la que se imagina un futuro de colonización espacial donde el control de los gobiernos coloniales y de las principales instituciones está exclusivamente en manos de mujeres.

## Cómics y novelas gráficas
La ciencia ficción feminista se aventuró también en los nuevos soportes del anime, manga y las novelas gráficas. A principios de los 60, Marvel Comics ya tenía entre sus creaciones algunos personajes femeninos poderosos, aunque frecuentemente sufrían debilidades femeninas estereotípicas como desmayarse después de una gran presión. En los 80 empezaron a aparecer verdaderas heroínas en las páginas de los cómics.
Uno de los primeros personajes femeninos fuertes en aparecer fue Wonder Woman, una cocreación del matrimonio William Moulton Marston y Elizabeth Holloway Marston. En diciembre de 1941 Wonder Woman apareció por primera vez en el volumen ocho de All Star Comics. Más adelante el personaje se ganaría una serie de televisión interpretada por Lynda Carter y tuvo aparición en series animadas como Super Friends y la Liga de la Justicia. Actualmente está en desarrollo una adaptación cinematográfica del cómic.
Otros personajes como Sailor Moon, una adolescente con poderes para transformarse en magical girl que lucha contra las fuerzas del mal para proteger a aquellos a los que quiere, hizo su aparición en las estanterías de las tiendas de cómics en 1992, un comienzo para que otros personajes femeninos hicieran aparición en obras de todo el mundo.

### Ejemplos de cómics y novelas gráficas
- Akiko de Mark Crilley
- Doom Patrol de Rachel Pollack
- Finder de Carla Speed McNeil
- Hawk y Dove de Barbara Kesel
- Intransextellar de Jimi Macías
- Meridian de Barbara Kesel
- Supergirl de Peter David
- Tank Girl de Jamie Hewlett
- Wonder Woman de William Moulton Marston y Elizabeth Holloway Marston
- Get Your Tongue out of My Mouth, I'm Kissing You Goodbye de Cynthia Heimel
- Fushigi Yuugi de Yuu Watase
- Sailor Moon de Naoko Takeuchi

## Cine y televisión
La ciencia ficción feminista en los medios del cine y la televisión es el resultado de analizar las tensiones de lo feminista en dichos medios. El feminismo no ha sido un tema central de discusión en el cine y la televisión, pero ha sido reconocido como subgénero de ciencia ficción. El comienzo de este fenómeno tuvo lugar tras ocupar las mujeres los puestos técnicos que dejaron vacantes los hombres que partieron a la Segunda Guerra Mundial. El reconocimiento de la capacidad de las mujeres para asumir estos roles tuvo una influencia benigna en la forma de hacer cine desde ese momento. La televisión y el cine dan pie a sugerencias sobre nuevas ideas sobre la sociedad y la forma en que las feministas influencian la ciencia. Las convenciones sociales sobre los roles de hombres y mujeres se cuestionan y se rompen de forma creativa. La ficción feminista abre una puerta a la oportunidad de desafiar las normas de la sociedad y proponer nuevos estándares de la visión de los dos sexos que tiene la sociedad. Destruye las categorías hombre/mujer y muestra que existe una diferencia entre los papeles de mujer y los papeles femeninos. El feminismo influencia a la industria del cine con el progreso del género de ciencia ficción como un nuevo medio para explorar la masculinidad/femineidad y los papeles de hombre/mujer.

### Ejemplos en el cine y la televisión
- Terminator (franquicia)
- La otra mirada (serie de televisión, 2018)
- Buffy la cazavampiros (serie de televisión, 1997)
- Xena: La princesa guerrera (serie de televisión, 1995)
- Wonder Woman (serie de televisión, 1975)
- El cuento de la criada (novela, 1985) y The Handmaid's Tale (serie basada en la misma, 2017)
- Las esposas de Stepford (novela, 1975)
- Dark Angel(serie de televisión de 2000)